# Revolusongs
Revolusongs es un EP de la banda brasileña Sepultura, lanzado en el 2003 a través de SPV Records. Fue lanzado exclusivamente en Brasil y Japón. Contiene siete versiones de bandas como Hellhammer, Public Enemy y Exodus. La versión de "Bullet the Blue Sky" de U2 fue lanzado como sencillo. Vendió un promedio de 15 000 copias.

## Canciones
| N.º | Título                                                           | Duración |  |
| 1.  | «Messiah» (cover de Hellhammer)                                  | 3:27     |  |
| 2.  | «Angel» (cover de Massive Attack)                                | 5:13     |  |
| 3.  | «Black Steel in the Hour of Chaos» (cover de Public Enemy)       | 4:02     |  |
| 4.  | «Mongoloid» (cover de Devo)                                      | 2:35     |  |
| 5.  | «Mountain Song» (cover de Jane's Addiction)                      | 3:28     |  |
| 6.  | «Bullet the Blue Sky» (cover de U2)                              | 4:34     |  |
| 7.  | «Piranha» (cover de Exodus)                                      | 3:39     |  |
| 8.  | «Enter Sandman/Fight Fire with Fire Medley» (cover de Metallica) | 1:10     |  |
| 9.  | «Bullet the Blue Sky (vídeo)» (Bonus CD deRoorback)              | 4:34     |  |

## Créditos
- Andreas Kisser - guitarras
- Derrick Green - voz
- Igor Cavalera - percusión
- Paulo Jr. - bajo